# Acantholeucania denotata
Acantholeucania denotata là một loài bướm đêm trong họ Noctuidae.